# Ніколаєв Роман Олександрович

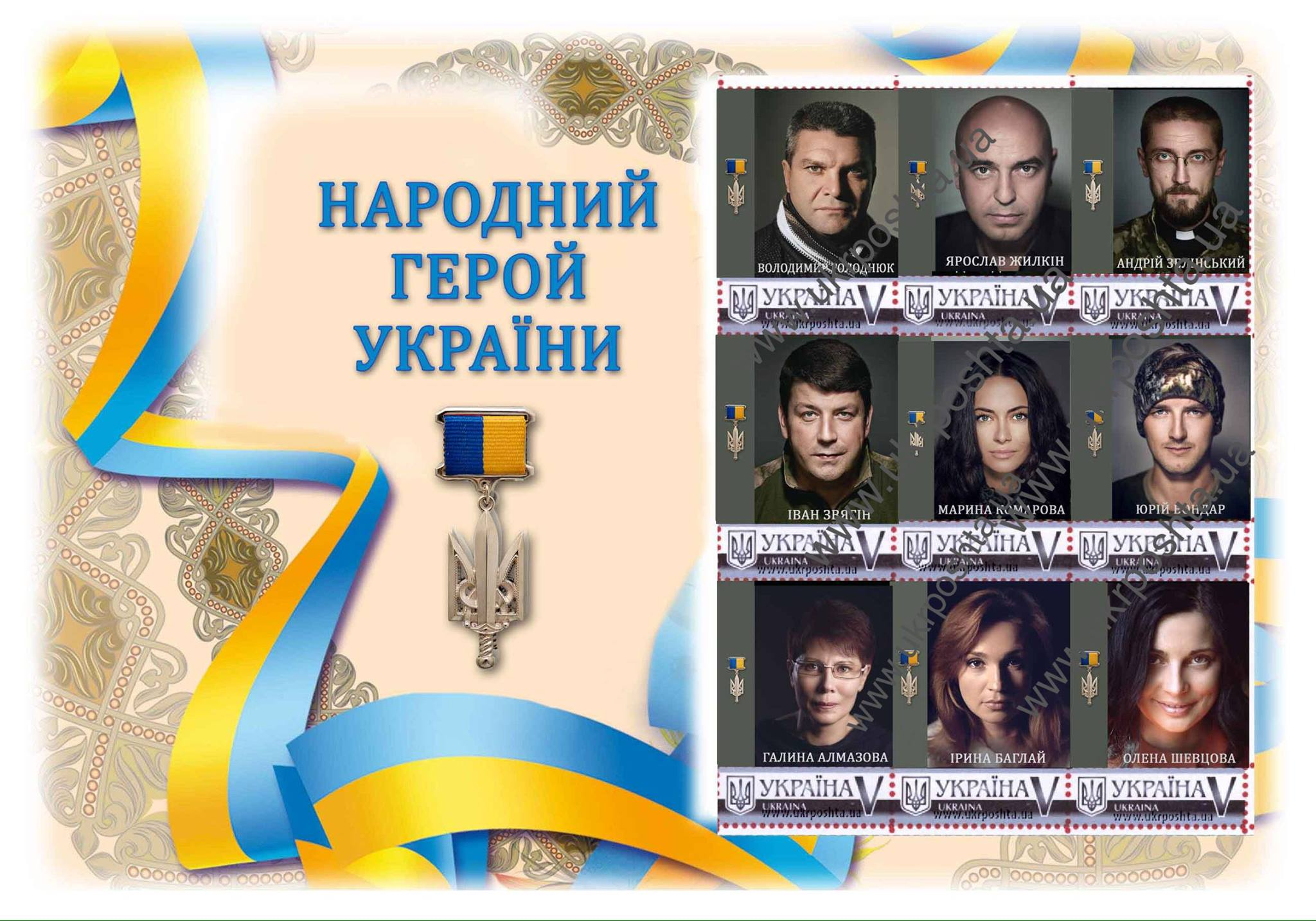
7 травня 2016 року Укрпошта провела урочисте спецпогашення спеціальним поштовим штемпелем на конвертах з маркою, на якій зображено портрети кавалерів ордену «Народний Герой України» фотографа Романа Ніколаєва.

Роман Олександрович Ніколаєв (нар. 1964, м. Харків) — український фотохудожник, волонтер. Офіційний фотограф недержавної нагороди «Народний Герой України». Засновник «R18Studio» та «Front 18».

## Життєпис
Закінчив Харківський машинобудівний технікум та політехнічний інститут (1989, вечірній факультет). Працював на Харківському тракторному заводі, в комерційній діяльності (1988—2004), заступником керівника служби голови Секретаріату Президента України (2005), заступником генерального директора і керівником київського представництва ДП «Завод імені В. О. Малишева» (2007—2011).
7 травня 2005 року присвоєно 3 ранг державного службовця[джерело?].
Від 2011 року займається фотографією.
Активний учасник Помаранчевої революції[джерело не вказане 787 днів].
У 2014 році завдяки ініціативам Романа вдалося зібрати мільйони гривень на потреби української армії.
Висвілював Революцію гідності. Автор портретів українських героїв російсько-української війни, які увійшли до книги «Народні Герої України. Історії справжніх» (2021). Зокрема, 64 світлини бійців були відібрані для публікації в The Washongton Post. З його фотографіями виданий календар «Кіборги. 2015».
У 2017 році разом з фотографом Сергієм Лебедєвим відкрили фотовиставку «Четверте покоління» на території Національного музею історії України у Другій світовій війні.

## Нагороди
- одну із світлин Романа представляв італійський Vogue на Міжнародному фестивалі в Італії[10];
- увійшов у трійку найкращих фотографів у номінації «Жанрова сцена» (2013)[10];
- медаль «За сприяння Збройним Силам України» (11 жовтня 2017)[джерело не вказане 787 днів];
- медаль «За жертовність і любов до України» (10 березня 2016)[джерело не вказане 787 днів].